# Yingnahe Shuiku
Yingnahe Shuiku (kinesiska: 英那河水库) är en reservoar i Kina. Den ligger i provinsen Liaoning, i den nordöstra delen av landet, omkring 210 kilometer söder om provinshuvudstaden Shenyang. Den sträcker sig 4,5 kilometer i nord-sydlig riktning, och 4,3 kilometer i öst-västlig riktning.
Genomsnittlig årsnederbörd är 1 227 millimeter. Den regnigaste månaden är juli, med i genomsnitt 431 mm nederbörd, och den torraste är januari, med 10 mm nederbörd.